# Jean-Louis Adam-Deschamps
Jean-Louis Urbain Adam-Deschamps est un homme politique français né le 13 décembre 1754 à Chinon (Indre-et-Loire) et décédé le 24 mai 1825 au même lieu.

## Biographie
Homme de loi, il est procureur-syndic du district de Chinon en 1789 puis député d'Indre-et-Loire de 1791 à 1792, siégeant à gauche. Il devient juge suppléant au tribunal de première instance de Chinon en 1823.

## Sources
- « Jean-Louis Adam-Deschamps », dans Adolphe Robert et Gaston Cougny, Dictionnaire des parlementaires français, Edgar Bourloton, 1889-1891 [détail de l’édition]